# Monster Garage
Monster Garage est une émission de divertissement de la chaîne américaine Discovery Channel. Filmée à Long Beach (Californie), elle est présentée par Jesse James (créateur de l'entreprise West Coast Choppers). Chaque épisode consiste en un défi mécanique farfelu.
L'émission s'arrête en 2006, après cinq saisons et 80 épisodes. Ce programme est rediffusé en France par AB Moteurs et au Québec, sur Z télé.
En 2021, l'émission fait son retour pour une saison supplémentaire sur la plateforme Discovery+.

## L'émission
L'émission consiste à transformer un véhicule dans un but improbable, par exemple transformer une Rolls-Royce en vidangeur de WC chimiques et épandeur, ou une voiture de police en machine à beignets, le tout en sept jours et avec un budget ne dépassant pas les 3 000 dollars. Cependant de nombreux sponsors fournissent des pièces gratuites et l'équipe de construction récolte souvent quelques dollars sous les sièges lors du démontage, ou à quelques occasion lors de ventes de pièces sur eBay ou à des collectionneurs.
Brett Wagner commente en voix off la progression du travail. C'est l'équipe de production de l'émission qui décide du véhicule de base et de l'engin à créer.
Le premier jour (jour 1) est consacré à la conception du véhicule par une équipe composée de Jesse James, un artiste designer (souvent appartenant à un groupe automobile), et des professionnels de la transformation à accomplir (des concepteurs d'engins spéciaux). La « monster machine » finale doit conserver l'aspect général du véhicule d'origine.
Les cinq jours suivants (jours 2 à 6) sont consacrés à la construction, grâce à une équipe de cinq personnes, par exemple des mécaniciens, ingénieurs, chaudronniers, tous recrutés par casting vidéo. Le travail peut se faire nuit et jour, mais le véhicule doit être opérationnel au plus tard à minuit du cinquième jour de la transformation.
Le dernier jour (jour 7) est prévu pour l'essai de la « monster machine » par Jesse James, l'essai consistant en une « course-défi » et "Frankie Whiteside". Avant cette course-défi, le véhicule passe la nuit chez un peintre (le plus souvent Tom Prewitt) qui lui donne un look inédit.
Si le projet réussit, les cinq personnes de l'équipe remportent chacune une servante d'atelier d'une valeur de 3 000 $ et des outils d'autres sponsors de l'émission. Si le projet échoue, le véhicule est détruit par Jesse James.
Au fil des saisons, les règles ont évolué : le budget est passé de 3 000 à 5 000 $ et les mécaniciens n'ont plus droit qu'à un seul cadeau de sponsor pour la modification. Un récapitulatif à la fin de chaque épisode indique le détail des dépenses pour la réalisation du projet.
Personnage récurrent et une fois participant à l'écran et souvent déguisé, Chris Artiaga, surnommé "Body Drop" (« bas de caisse »), est un nain responsable de l'approvisionnement en pièces détachées pour le garage.

## Épisodes

### Saison 1 (2002)
1. White Trash : un Ford Explorer transformé en benne à ordures ménagères
2. Fire Truck Limo : une limousine Lincoln Towncar transformée en camion de pompier
3. Swamp Buggy : une Volkswagen New Beetle transformée en véhicule amphibie
4. Switchblade : une Ford Mustang transformée en tondeuse à gazon
5. Freezer Burn : une Chevrolet Impala transformée en surfaceuse de patinoire
6. Golf-Ball Collector : une Porsche 944 transformée en machine de ramasseuse/lanceuse de balles de golf
7. Grim Ripper : un corbillard transformé en pelleteuse (défi échoué)
8. Pontoon Boat : un car scolaire transformé bateau ponton
9. Delivery Truck : un camion de livraison de chez MAC Tool avec des arbalètes, canons et catapultes
10. Hot Air Balloon : une Geo Tracker transformée en montgolfière
11. Nut-Shaker : un Ford F150 transformé en secoueur/ramasseur de noisettes
12. Nascar Street Sweeper : une Dodge Intrepid de NASCAR transformée en balayeuse de rues
13. Wheelie Car : une ambulance avec le moteur transposé à l'arrière pour faire des wheelings
14. Wood Chipper : un PT Cruiser transformé en tronçonneuse ambulante
15. Snowmobile : une Mini Cooper transformée en motoneige pour affronter Richard Petty, pilote automobile et sa motoneige
16. Wedding Chapel : un Chevrolet Suburban transformé en chapelle de mariage (testée à Las Vegas avec Jesse James en pasteur pour un vrai mariage)
17. Doom Buggy : une Mazda RX7 transformée en buggy de sable ; défi échoué, détruite à la mitrailleuse lourde
18. Road Ramp : une Lincoln Continental de 1964, ancien véhicule de luxe transformé en voiture de course
19. Hot Dogster : un dragster de 1 000 ch pour faire stand de hot-dogs
20. Rock Crawler : un Ford Bronco fait pour escalader les collines rocheuses abruptes
21. Demolition-Derby Car : une équipe féminine pour construiore une voiture de destruction derby
22. Tundrinator : un Toyota Tundra qui fait sortir une moto Triumph de son côté en roulant
23. Low Bull-Rider : des prisonniers de la Prison d'État de Folsom créent le low-rider ultime
24. Sling Ray : une Corvette Sting Ray de 1973 pour faire des courses dans la boue

### Saison 2 (2003)
1. West Coast Clipper : un bateau ponton transformé en bateau d'observation de requins, avec cage de plongée
2. Doughnut Shop/Cop Car : une Ford Crown Victoria de police transformée en usine à donuts
3. El Camino/Figure 8 Race Car : une El Camino de 1971 modifiée pour une course de figure 8
4. Mercedes/Handicap Car : une Mercedes-Benz Classe M avec rampe d'accès et commandes au volant, offerte à un jeune en fauteuil roulant
5. DeLorean/Hovercraft : une DeLorean DMC12 transformée en aéroglisseur (défi échoué, aplatie par un aéroglisseur militaire)
6. Hearse Revisited : une Cadillac Custom de 1954 transformée en corbillard/pelleteuse (deuxième tentative)
7. Tailgater : un Cadillac Escalade équipé d'un barbecue, d'un mini-bar et d'une sono
8. Streetline Painter : une voiture de course de Reynard Championship équipée pour peindre des lignes de signalisation routière
9. Remote-Control Dirt-Track Racer : une Chevrolet Monte Carlo 1971 convertie en voiture radio commandée de course
10. Semi-Truck Chopper :
11. Monster Claus Christmas Float : un camion de parade combiné d'une Pontiac Firebird 1986 et d'une Ferrari Testarossa de 1991
12. Celica/Jet Car : un moteur Rolls Royce Viper MK22 dans une Toyota Celica pour atteindre les 320 km/h (vitesse non atteinte, défi échoué)
13. Jet Boat Car : un Ultra Shadow Pickle Fork transformé en voiture
14. Box-Truck Wrestling Ring : des lutteurs professionnels combattent dans un camion de déménagement U-Haul transformé en ring
15. Old-School Chevy : des vétérans de la customisation modifient une Chevrolet 2-door sedan de 1954 pour en faire un cruiser custom
16. Rock 'em Sock 'em Scions : deux Scion XA & XB transformées en robots de bataille (2 épisodes)

### Saison 3 (2004)
1. Quarter-Mile Cadillac : une Cadillac Fleetwood de 1981 transformée en dragster
2. Miata/Personal Watercraft : une MX-5 devient un bateau (échoué, explosée par du C4)
3. Gorillamobile : une Toyota Tundra devient un véhicule de transport pour Koko le gorille
4. Dodge/Train Car :
5. Pikes Peak : Chevrolet pour la célèbre course de côte de Pikes Peak
6. Firetruck Brewery : un camion de pompier transformé en brasserie mobile
7. Rolls-Royce/John : une Rolls-Royce devient un vidangeur de WC chimiques et épandeur
8. Old-School Chopper :
9. Army Tractor Pull : une Jeep Willys de 1945 transformée en dragster de Tracteur pulling
10. Honey Bee Drifter : une Datsun de 1975 transformée en voiture de drift.
11. All-Girl Build: Dirt-Track Racer : une équipe féminine transforme une Chevrolet Camaro de 1975 en Super Stock dirt track racecar
12. Episode #3.12 :
13. Belly Tank Lakester : une camion blindé devient un aquarium mobile
14. Ultimate Surfmobile : un Ford Woody Wagon de 1950 passe en off-road
15. Episode #3.15 :
16. DC High-School Build : défi réalisé par des lycéens en mécanique
17. Episode #3.17 :
18. Peel Trident Micro Car : une équipe de gens de petite taille équipe une Peel avec un moteur de Hayabusa de 300 chevaux (échoué, détruit au calibre .50 et bourrée d’explosifs)
19. Logsplitter : créer une fendeuse de bûche
20. Mobile Funhouse : un camping car devient un manège de foire
21. Episode #3.21 :
22. The Flying Car : une Panoz Esperante transformée en avion capable de battre la tentative des frères Wright (2 épisodes)

### Saison 4 (2005)
1. Milk Bomb : un camion Chevrolet Apache transformé en trayeuse mobile
2. Sour Kraut : une Coccinelle split trouvée dans un marais transformée en dragster pour abattre les 400 m en moins de 9 s
3. Armored Dunkster :
4. Steam Up Sucker : un Chris-Craft motorisé à la vapeur
5. Crop Circler : un tracteur transformé en machine à crop circles (réussi mais jugé inutile par Jesse James, détruit au lance-flammes)
6. Backyard Monsters II : épisode spécial à travers les États-Unis, à la recherche des véhicules fous créés par des particuliers
7. All Female Dirt Racer Revisited : une équipe féminine transforme à nouveau une Chevy Camaro en street stock dirt track racer
8. '51 Cool Caddy Daddy : six customiseurs de légende transforment une Cadillac 1951 en œuvre d'art
9. Episode #4.9 :
10. Episode #4.10 :
11. Anglia Nitro Gasser : une Ford Anglia de 1948 transformée en dragster (défi échoué)

### Saison 5 (2006)
1. Georgia High School Dragster : des étudiants en mécanique équipent un châssis de dragster junior pour en faire un véhicule fonctionnel
2. The Noodler : une Ferrari 308 GTSi transformée en machine à pâtes ambulante
3. Mini-Truck :
4. Monster on Ice : un camion de vendeur de glace devient un camion de course sur glace à plus de 160 km/h
5. Battery-Powered Dragster : un dragster alimenté par des batteries d'outils électriques
6. Backyard Monsters: Part 1
7. Episode #5.7 :
8. Episode #5.8 :
9. Ultimate Old School Wagon : un mini-van
10. Episode #5.10
11. Baja Trophy Truck: Part 1
12. Baja Trophy Truck: Part 2
13. Texas High School Rat Rod
14. Episode #5.14
15. Episode #5.15
16. Episode #5.16
17. Episode #5.17
18. Episode #5.18
19. Episode #5.19
20. Folsom Prison Build

### Saison 6 (2021)
1. Pulsating Power
2. Shuckin' Dragster
3. The Sailboat Sleeper
4. Fire-Breathing Corvette
5. Jesse James' Shiner
6. Chev's Got Shingles
7. Back to the DeLorean Hovercraft
8. A Rampage at 200MPH

## Produits dérivés
En 2004, Activision publie le jeu officiel de l'émission qui est disponible sur Xbox et sur PC.